# Jean-Baptiste Charcot
Jean-Baptiste Étienne August Charcot (Neuilly-sur-Seine, 15 luglio 1867 – Atlantico settentrionale, 16 settembre 1936) è stato un esploratore, medico e navigatore francese.
Figlio del celebre neurologo Jean-Martin Charcot, si laureò in medicina. All'età di 25 anni acquistò la sua prima imbarcazione a vela, con la quale fece un viaggio nel mare del Nord, dove raggiunse le Ebridi, le Shetland, le Fær Øer e l'Islanda.
Guidò due spedizioni esplorative in Antartide: la prima dal 1903 al 1905 al comando della nave Français, e la seconda dal 1908 al 1911 al comando della nave Pourquoi-Pas ? IV. Lasciò un'importante cartografia antartica.
Nel dicembre 1911 partecipò alla fondazione di una delle prime associazioni scout in Francia, gli Éclaireurs de France (in seguito rinominata Éclaireuses et Eclaireurs de France quando si aprì alle ragazze), di cui fu presidente dal 1911 al 1921.